# Pontecchio Polesine
Pontecchio Polesine település Olaszországban, Veneto régióban, Rovigo megyében. Lakosainak száma 2219 fő (2023. január 1.). Pontecchio Polesine Crespino, Guarda Veneta, Rovigo és Bosaro községekkel határos.

## Népesség
A település lakossága az elmúlt években az alábbi módon változott:
| Lakosok száma | 2213 | 2218 | 2219 |
|               | 2017 | 2018 | 2023 |